# Аблон на Сени
Аблон на Сени (фр. Ablon-sur-Seine) је насељено место у Француској у региону Париски регион, у департману Долина Марне.
По подацима из 2011. године у општини је живело 5221 становника, а густина насељености је износила 4703,6 становника/km².

## Демографија
| 1962. | 1968. | 1975. | 1982. | 1990. | 2011. |
| ----- | ----- | ----- | ----- | ----- | ----- |
| 5.086 | 5.692 | 5.531 | 5.264 | 4.938 | 5.221 |